# Структурная лингвистика
Структу́рная лингви́стика — совокупность представлений о языке и методов его исследования, языковедческая дисциплина. Язык понимается как знаковая система, в которой можно выделить его структурные элементы, и изучается с точки зрения своего формального строения и организации его в целом, а также с точки зрения формального строения образующих его компонентов как в плане выражения, так и в плане содержания. 

## История структурной лингвистики
Основателем структурной лингвистики принято считать Фердинанда де Соссюра. Соссюр разработал свою научную концепцию в оппозиции господствовавшему в тот период подходу к изучению языка, в рамках которого акцент делался не на внутренней структуре языка, а на его форме, отличиях одних языков от других, роли языков в социальных взаимодействиях, зависимости изменений языка от мышления. Кроме того, Соссюр критиковал и школу младограмматиков, которые, исследуя определённые аспекты языка, не видели в этом единую систему.
Базовым положением теоретического подхода Соссюра стал тезис о необходимости изучения языка самого по себе, его внутренних взаимосвязей, зависимости одних его элементов от других. Из этого последовало то, что он разделил и саму лингвистику на внешнюю и внутреннюю, где последняя занимается изучением языка как системы.
Учёный ввёл в лингвистическую науку ряд понятий и бинарных оппозиций. Ключевыми категориями стали язык, знак и речь, а наиболее значимыми оппозициями стали речь и язык, синхрония и диахрония, означающее и означаемое и др. Они стали основой для работы будущих структуралистских школ. Исходя из противопоставления речи и языка, Соссюр считал именно последний самым важным объектом лингвистики. Учёный полагал, что язык это весьма устойчивая система, которая изменяется крайне медленно и весьма инертна по отношению ко внешним воздействиям. Пространством же постоянных трансформаций и нововведений является именно устная речь, которую не следует отождествлять с языком как системой знаков. Из этих положений Соссюр сделал вывод о том, что подлинная наука может изучать язык, а изучение произведений, связанных с речью, не может считаться наукой в полном смысле.
Развивая положение о языке и его единицах как системе, Соссюр утверждал, что одна языковая единица не имеет значения. Она обретает смысл только когда объединяется с другими: буквы в слова, слова — в предложения. Кроме того, учёный разработал базовые положения семиотики — науки о знаках, частью которой должна была стать и лингвистика как наука о языковых знаках. Именно Соссюр выдвинул тезис о том, что основанием для возникновения знака является единство означающего и означаемого. То есть та или иная единица языка является знаком именно тогда, когда называет нечто определённое, вызывает в сознании ту или иную ассоциацию.

### Американский структурализм
В США у истоков структурализма стояли Леонард Блумфилд и Эдуард Сепир. Блумфилд был основоположником дескриптивной лингвистики, которая надолго стала доминирующим направлением американского языкознания. С именем Сепира связывают гипотезу лингвистической относительности..

### В СССР и России
В Советском Союзе практическим изучением математической и структурной лингвистики начали еще в студенческие годы в МГУ заниматься Владимир Андреевич Успенский и Вячеслав Всеволодович Ива́нов, в 1950 году придумавшие, а в 1956 году организовавшие семинар по математической лингвистике на филологическом факультете МГУ под названием «Некоторые применения математических методов в языкознании».
Идею в 1958 году подхватил теоретик языкознания Владимир Андреевич Звегинцев, чтобы создать как собственную кафедру структурной и прикладной лингвистики, так и соответствующую специализацию студентов на филфаке с преподаванием им математики. Приём студентов на отделение структурной и прикладной лингвистики (ОСИПЛ) был проведён в 1960 году. В 1992 году отделение получило наименование «теоретической и прикладной лингвистики» (ОТИПЛ).

#### Популяризация структурной лингвистики
Юрий Дереникович Апресян выпустил книгу «Идеи и методы современной структурной лингвистики» в издательстве «Просвещение» в 1966 году.

## Предмет структурной лингвистики
Формальное строение любого компонента языка и языка в целом называется его структурой. Таким образом, именно языковые структуры (в плане содержания и в плане выражения) образуют предмет структурной лингвистики.
В современной лингвистике широко используются термины «система» и «структура».
В структурной лингвистике язык рассматривается как знаковая система, свойства системы в целом не являются суммой свойств образующих её компонентов (свойство неаддитивности: целое сложнее всех компонентов, вместе взятых). Например: предложение можно рассматривать как систему, состоящую из лексических единиц, однако предложение в целом обладает свойством коммуникативности, а слово — нет.
Специфика структурной лингвистики учитывает в первую очередь отношения между компонентами того или иного языкового объекта и их формацию.
Системность и структурность языка отмечалась ещё лингвистами начала XX века (швейцарский лингвист Фердинанд де Соссюр).
Системно-структурный характер языка неоднократно подчеркивался И. А. Бодуэном де Куртенэ и другими лингвистами. И. А. Бодуэн де Куртенэ: «Все элементы языкового мышления — фонетические, семасиологические и морфологические — укладываются в разряды и группы».

## Базовые теоретические положения структурной лингвистики
- Определение языка. Теория языка и речи. Учение о лингвистическом знаке. Теория значимости.
- Системный характер языка. Выявления системы языка. Отношения языковых единиц. Метод анализа языковых единиц.
- Учение о диахронии и синхронии. Внешняя и внутренняя лингвистики.

Метод структурного анализа позволяет выявить пути исторического развития внутри структурных отношений.

## Школы структурализма
1. Пражский лингвистический кружок
2. Копенгагенский лингвистический кружок (Глоссематика)
3. Американская школа структурной лингвистики (Дескриптивизм)